# L'Isle-sur-la-Sorgue
L'Isle-sur-la-Sorgue (en provenzal: L'Illa de Sòrga) es una población y comuna francesa, en la región de Provenza-Alpes-Costa Azul, departamento de Vaucluse, en el distrito de Aviñón. Es el chef-lieu y mayor población del cantón de su nombre.
Está integrada en la Communauté de communes du Pays des Sorgues et des Monts de Vaucluse.

## Geografía
L’Isle-sur-la-Sorgue está situada entre Aviñón y el valle norte del Luberon, a lado del pueblo de Fontaine-de-Vaucluse. 

### Transportes
800 km de París, 80 km de Marsella y 19 km de Aviñón.
Distancia de la autopista A7 : 13 km por la carretera RD 25 para la salida Aviñón Sud 
y 12 km por la RD 938 para la salida Cavaillon.
Estación de "L'Isle sur la Sorgue - Fontaine de Vaucluse" en el centro, por la cual pasa la línea 09 "Avignon-Marseille vía Cavaillon" de los trenes TER Provence de la SNCF, la estación de alta velocidad estación de Aviñón TGV se encuentra a 20 km. 
Líneas de autobuses con Aviñón, Carpentras, Marsella y Apt.

El aeropuerto de Avignon-Caumont se sitúa a 15 km por la carretera RD 25 y el aeropuerto de Marseille Provence a 70 km.

### Hidrografía
La ciudad de Isle-sur-la-Sorgue lo debe todo al río Sorgue cuya fuente está en el pueblo de Fontaine-de-Vaucluse. El río se divide en muchos canales, la ciudad aparece como un conjunto de islas.
Esta apodada la Venise Comtadine (en referencia al "Comtat Venaisin ", el territorio de los Papas en Aviñón).
El canal de Carpentras y el canal Saint-Julien atraviesan la comuna.

### Relieve
El territorio de la comuna esta casi enteramente incluido en la llanura del río Sorgue. 
Al norte hay algunos montes, con una altura de hasta 243 metros.

## Demografía
| 5 000 | 5 155 | 5 170 | 5 812 | 6 262 | 6 277 | 6 392 | 6 503 | 6 500 | 6 517 | 6 478 | 6 337 | 6 508 | 6 208 | 6 317 | 6 003 | 6 266 | 6 514 | 6 462 | 6 062 | 5 739 | 6 134 | 6 396 | 6 505 | 6 922 | 7 590 | 8 704 | 9 740 | 11 508 | 12 728 | 15 564 | 16 971 | 18 799 |
| Para los censos de 1962 a 1999 la población legal corresponde a la población sin duplicidades (Fuente: INSEE [Consultar]) |       |       |       |       |       |       |       |       |       |       |       |       |       |       |       |       |       |       |       |       |       |       |       |       |       |       |       |        |        |        |        |        |

Su aglomeración urbana, que también incluye Le Thor y Velleron, tenía una población de 29 561 habitantes en 2007.

## Ciudades hermanadas
- Penicuik, Escocia, Reino Unido
- Anagni, Italia